# Friedrich Hermann Reiser
Friedrich Hermann Reiser   (Gammertingen, 20 de gener de 1839 - Rheinfelden, 22 de febrer de 1879) fou un músic alemany.
Era filla del músic i escriptor Heinrich Reiser (1805-1889) i germà del també músic August Friedrich Reiser (1840-1904). A la ciutat on va viure fins a la seva mort fou organista i director de la banda de música. Va compondre música religiosa i algunes misses fàcils. També va escriure dos mètodes per aprendre el piano.